# Daesan

Daesan (대산읍, 大山邑) est une petite cité (eup) portuaire de Corée du Sud rattachée à la ville (si) de Seosan. Située près de la mer Jaune, elle comptait 16 515 habitants le 31 juillet 2011 pour une superficie de 105 km². Elle était classée en tant que simple commune (myeon) jusqu'au 1er décembre 1991.
Daesan est surtout connue pour son complexe pétrochimique d'importance mondiale. Celui-ci est entièrement automatisé et produit un grand nombre de composés chimiques tels que des monomères (éthylène, propylène, butadiène) pour la fabrication de plastiques qui sont eux-mêmes générés sur place (polyéthylène, polypropylène, polybutadiène).
Entre 2012 et 2014, la coentreprise Samsung Total Petrochemicals a décidé d'investir 1,8 milliard de dollars dans la construction d'une deuxième unité aromatique pour porter la capacité de production annuelle de para-xylène (pour la fabrication de polyesters) à un million de tonnes et celle de benzène (pour les polystyrènes) à 420 000 tonnes ainsi que d'une unité EVA chargée de produire 240 000 tonnes de copolymères d'éthylène et d'acétate de vinyle destinés à la préparation de résines. 50 % de la production est exportée, surtout vers la Chine.
Le 7 décembre 2007, le pétrolier Hebei Spirit a été percuté par une barge et a perdu 10 500 tonnes de son chargement causant la plus grande marée noire que le pays ait jamais connu.